# NBA 2K13
NBA 2K13 — четырнадцатая баскетбольная игра, созданная Visual Concepts и изданная 2K Sports. Релиз игры состоялся 2 октября 2012 года. Игра вышла на всех современных платформах, включая PlayStation 3, Xbox 360, Wii U, Microsoft Windows и другие. На обложке были размещены новые звезды Национальной баскетбольной ассоциации: Кевин Дюрант, Деррик Роуз и Блэйк Гриффин.

## Разработка
Исполнительным продюсером игры впервые стал популярный рэпер Jay-Z, предложивший идею включения сборных США образцов 1992 и 2012 годов. Единственной проблемой осуществления этого замысла была невозможность использования внешности профессионального баскетболиста Скотти Пиппена, но после массовых отзывов любителей серии игр его включили в список команды. В середине июня 2012 года 2K Sports анонсировала игроков, которые появятся на обложке очередной части. Ими стали Деррик Роуз (Чикаго Буллз), Блэйк Гриффин (Лос-Анджелес Клипперс), Кевин Дюрант (Оклахома-Сити Тандер). Музыкальное сопровождение и оформление игры было сделано при непосредственном участии Jay-Z.

## Нововведения
Разработчики игры сумели сделать более глубокий карьерный режим, включающий одобрение сделок, сложные контрактные переговоры и социальные элементы масс-медиа. Также был введён новый вид дриблинга — «контроль в свободном стиле», похожий на такую же способность в серии игр NBA Live. В игру были возвращены легендарные команды из NBA 2K12 и «Команда звёзд» («Celebrity team»), состоящая из американских знаменитостей. Впервые в серии эти команды были доступны в режиме Online. Помимо того, NBA 2K13 взаимодействует с контроллером Kinect по средством голосовых команд в версии для Xbox 360.

## Особенности
3 мая 2012 года была раскрыта информация о дополнительных бонусах для предварительных заказчиков. Впервые у серии появилось коллекционное издание — NBA 2K13 Dynasty Edition. В него вошли:
- Скачиваемое дополнение NBA 2K13 All-Star
- Эксклюзивный баскетбольный мяч производства Spalding и Art of Basketball
- Наушники-вкладыши Skullcandy
- Текстурированный скин NBA 2K13 для геймпада

## Саундтрек
Треклист NBA 2K13 был раскрыт 1 августа 2012 года. Американский рэпер-исполнитель Jay-Z выступил исполнительным продюсером игры и лично отобрал треки для саундтрека.
- The Hours — «Ali in the Jungle»
- Too Short — «Blow The Whistle (Main)»
- Eric B. and Rakim — «I Ain’t No Joke»
- Phoenix — «1901»
- Jay-Z — «Pump It Up (Freestyle)»
- Puff Daddy and the Family — «Victory» (совместно с The Notorious B.I.G. & Busta Rhymes)
- Daft Punk — «Around the World (Радио-версия)»
- Santigold — «Shove It» (совместно с Spank Rock)
- Jay-Z — «Run This Town» (совместно с Kanye West & Rihanna)
- Dirty Projectors — «Stillness is the Move»
- Nas — «The World Is Yours»
- Coldplay — «Viva La Vida»
- Roy Ayers — «We Live in Brooklyn, Baby»
- Justice — «Stress»
- Jay-Z — «The Bounce» (совместно с Kanye West)
- Kanye West — «We Major» (совместно с Nas & Really Doe)
- Mobb Deep — «Shook Ones, Pt. II»
- Kanye West — «Amazing» (совместно с Young Jeezy)
- Meek Mill — «Ima Boss (Инструментал)»
- Kanye West — «Mercy» (совместно с Big Sean, Pusha T & 2 Chainz)
- U2 — «Elevation»
- Jay-Z — «On to the Next One» (совместно с Swizz Beatz)
- Jay-Z — «Public Service Announcement»
- Jay-Z — «H.A.M (Инструментал)»

## Отзывы
| Сводный рейтинг | Сводный рейтинг | Сводный рейтинг |
| Издание         | Оценка          | Оценка          |
| Издание         | PS3             | Xbox 360        |
| --------------- | --------------- | --------------- |
| GameRankings    | 89,68 %         | 86,17 %         |